# Briceni (Donduşeni)
Briceni es una comuna y localidad de Moldavia en el distrito (raión) de Dondușeni.

## Geografía
Se encuentra a una altitud de 232 m s. n. m. a 233 km de la capital nacional, Chisináu.

## Demografía
En el censo 2014 el total de población de la localidad fue de 659 habitantes.